# Martin Chubier
Martin Iosifowicz Chubier (ros. Мартин Иосифович Хубер; ur. 23 stycznia 1992 w Ałma-Acie) – kazachski narciarz alpejski.

## Osiągnięcia

### Zimowe igrzyska olimpijskie
- Soczi 2014 – 33. (super kombinacja), 42. (zjazd), 40. (super gigant)

### Mistrzostwa świata
- Val d Isere 2009 – 36. (slalom), DNF (super gigant)
- Ga-Pa 2011 – DNF (slalom)
- Schladming 2013 – 41. (zjazd), 47. (super gigant), DNF (super kombinacja), DNS (slalom)